# Amselia
Amselia är ett släkte av fjärilar. Amselia ingår i familjen Crambidae.
Kladogram enligt Catalogue of Life:
| Amselia | \| \| Amselia heringi \| \| \| \| \| \| Amselia leucozonellus \| \| \| \| |
|         | \| \| Amselia heringi \| \| \| \| \| \| Amselia leucozonellus \| \| \| \| |
|         | Amselia heringi                                                           |
|         |                                                                           |
|         | Amselia leucozonellus                                                     |
|         |                                                                           |